# Rina Fujisawa
Rina Fujisawa (藤沢 里菜?, Fujisawa Rina; Saitama, 18 settembre 1998) è una goista giapponese. Meijin femminile onorario, è detentrice del titolo di Hon'inbō femminile, oltre a detenere la Hakata Kamachi Cup. Detiene il primato di vittorie nella Coppa Tachiaoi femminile (6) e nella Coppa SENKO (4).
Figlia e nipote di goisti, è stata la più giovane a diventare giocatrice professionista, la più giovane detentrice di un titolo femminile minore, la più giovane detentrice di un titolo femminile maggiore, la prima donna a vincere in un torneo misto non riservato agli under-18. Ha sposato il collega Yokotsuka Riki.

## Biografia
Fujisawa è la figlia di Kazunari Fujisawa, goista professionista 8 dan, nonché nipote del Kisei onorario, Hideyuki Fujisawa, che è stato suo insegnante. È diventata una giocatrice professionista nel 2010 all'età di 11 anni e 6 mesi, diventando così il più giovane giocatore professionista giapponese, primato superato il 22 aprile 2019 da Sumire Nakamura. Il 22 novembre 2024 ha sposato il collega Yokotsuka Riki, 7d.

### Carriera
Nel 2013 è stata promossa 2 dan.
Nel 2014 è stata la vincitrice della prima edizione della Aizu Central Hospital Cup, diventando la più giovane detentrice di un titolo femminile in Giappone all'età di 15 anni e 9 mesi. Nello stesso anno ha vinto il titolo di Hon'inbō femminile, stabilendo anche in questo caso il record di più giovane detentrice di tale titolo all'età di 16 anni e 1 mese; il primato precedente era stato stabilito da Xie Yimin all'età di 17 anni e 11 mesi. Per queste vittorie ha ottenuto il Premio Kido per le debuttanti.
Nel 2015 ha perso il titolo di Hon'inbō femminile contro Xie Yimin; Fujisawa ha vinto le prime due partite, ma ha perso le restanti tre. Ha ricevuto la promozione a 3 dan
Nel marzo 2016, ha vinto la seconda Coppa Ibero Japan, un torneo riservato ai giocatori sotto i 18 anni, battendo Toramaru Shibano 2d in finale e diventando la seconda giocatrice donna a vincere un titolo open dopo Xie Yimin. A ottobre, ha battuto Xie Yimin per riconquistare il titolo femminile di Hon'inbō.
Nel marzo 2017, Fujisawa ha vinto il titolo di Meijin femminile, battendo Xie Yimin 2-0. Nel giugno 2017 ha battuto Xie Yimin per 2-1 e ha vinto la sua seconda Aizu Central Hospital Cup. Nel luglio 2017, Fujisawa ha battuto Xie Yimin e ha vinto la seconda Coppa SENKO. Nella finale dell'Hon'inbō ha affrontato nuovamente Xie Yimin, perdendo 2-3 il titolo.
Nel 2018 ha sconfitto Yashiro Kumiko 6d per 2-0, conquistando per la seconda volta il Meijin femminile. Nella quinta edizione della Aizu Central Hospital Cup, ribattezzata da questa edizione Coppa Tachiaoi femminile, ha sconfitto la sfidante Xie Yimin ottenendo così il suo terzo titolo nella competizione. Ha sfidato a sua volta Xie Yimin nella finale per l'Hon'inbō femminile, sconfiggendola per 3-1 conquistando anche questo titolo per la terza volta. È stata promossa 4 dan.
Nel 2019 ha sfidato Asami Ueno nella finale per la ventiduesima edizione del Kisei femminile, ma è stata sconfitta per 0-2. Ha difeso il titolo nella trentunesima edizione del Meijin femminile, sconfiggendo per 2-1 la sfidante Xie Yimin. Ha sconfitto a sua volta Asami Ueno, sfidante per la sesta edizione della Coppa Tachiaoi, vincendo 2-0 e detenendo il titolo per la quarta volta, terza consecutiva. Asami Ueno l'ha però sconfitta per 3-1 nella finale dell'Hon'inbō femminile. Sconfiggendo Xie Yimin, ha vinto la quarta edizione della Coppa SENKO.  Per queste vittorie ha ottenuto il Premio Kido femminile.
Nel luglio 2020 ha difeso il proprio titolo nella settima edizione della Tachiaoi Cup contro Ayumi Suzuki (quarto titolo consecutivo e quinto totale). A ottobre ha sconfitto Asami Ueno nella finale della Hakata Kamachi Cup, vincendo la prima edizione di questo titolo. A novembre ha affrontato nuovamente Asami Ueno per il titolo di Hon'inbō femminile, vincendo 3-2 e conseguendo il suo quarto titolo di Hon'inbō non consecutivo. Il 22 novembre Fujisawa ha vinto la Hiroshima Aluminum Cup, sconfiggendo di mezzo punto il detentore del titolo, il ventiquattrenne Makoto Son 7p; si è trattato della prima volta nella storia del go professionistico giapponese che una donna ha vinto un torneo misto ufficialmente riconosciuto.
Nell'aprile 2021, Fujisawa ha conseguito la sua settantesima vittoria da 4d, ottenendo così la promozione a 5d. Nello stesso mese ha vinto per 2-0 contro Asami Ueno, conquistando per la quarta volta consecutiva il Meijin femminile. A giugno ha sconfitto per 2-0 Asami Ueno nella finale della 8ª edizione della Tachiaoi Cup, titolo che ha conquistato così per la 5ª volta consecutiva, 6ª in totale. A settembre ha sconfitto Asami Ueno nella finale della 6ª edizione della Senko Cup, conquistando questo titolo per la terza volta. A ottobre ha sconfitto 3-0 Hoshiai Shiho conquistando per la quinta volta l'Hon'inbō femminile.
Nell'aprile 2022 ha difeso il titolo nella trentatreesima edizione del Meijin femminile, sconfiggendo la sfidante Nakamura Sumire per 2–0. A giugno è stata sconfitta per 2–1 dalla sfidante Ueno Asami nella finale della Tachiaoi Cup femminile. A novembre sconfigge per 3-0 Ueno Asami nella finale della 41ª edizione dell'Hon'inbō femminile, conquistando questo titolo per la sesta volta.
Nel 2023 è stata promossa 6 dan. Ad aprile è stata sconfitta per 0–2 dalla sfidante Ueno Asami nella finale della trentaquattresima edizione del Meijin femminile, perdendo questo titolo dopo cinque edizioni consecutive. A giugno ha raggiunto le semifinali della 6ª edizione della Wu Qingyuan Cup. Nello stesso mese ha sfidato Ueno Asami per la decima edizione della Coppa Tachiaoi femminile, ma è stata nuovamente sconfitta per 1–2. È stata selezionata come membro della squadra giapponese di go ai XIX Giochi asiatici, dove ha partecipato alla competizione femminile a squadre insieme ad Asami Ueno e Risa Ueno. Nel torneo eliminatorio ha ottenuto quattro vittorie in cinque incontri, sconfiggendo tra le altre la cinese Li He e la taiwanese Hei Jiajia e perdendo solo contro la sudcoreana Choi Jeong, contribuendo in tal modo al passaggio al tabellone a eliminazione diretta. Nella semifinale la cinese Li He le ha inflitto la sconfitta decisiva che ha impedito l'accesso alla finale alla squadra giapponese; ha poi vinto contro la dilettante di Hong Kong Lee Lok Yi nel 3–0 con cui la squadra giapponese ha vinto il bronzo. Tra ottobre e novembre ha sconfitto Risa Ueno nella finale della 42ª edizione dell'Hon'inbō femminile, ottenendo la sua settima vittoria nella competizione. A dicembre ha disputato la sua prima finale in un torneo internazionale: ha perso 0-2 contro la sudcoreana Choi Jeong la finale della 6ª edizione della Wu Qingyuan Cup.
A gennaio 2024 è stata promossa 7 dan. Ad aprile ha sconfitto per 2–0 Ueno Asami nella finale della 35ª edizione del Meijin femminile, riconquistando al primo tentativo il titolo che le era stato strappato da Ueno nell'edizione precedente; per Fujisawa si tratta del sesto titolo Meijin femminile. Il 14 luglio ha vinto per la quarta volta la Senko Cup, sconfiggendo Ueno Asami. A novembre ha sconfitto Nyu Eiko nella finale della 43ª edizione dell'Hon'inbō femminile, conquistando questo titolo per l'ottava volta, la quinta consecutiva (entrambi primati). Dopo sette anni di fidanzamento, a novembre ha sposato il collega Yokotsuka Riki: il giorno in cui ha annunciato il matrimonio ha perso contro il marito la semifinale della Wakagoi Cup, che Yokotsuka ha poi vinto contro Hirose Yuichi, discepolo del padre di Fujisawa.
Ad aprile 2025 ha perso la finale del Meijin femminile contro Ueno Asami per 0-2. A giugno ha perso la finale della 12ª edizione della Tachiaoi Cup contro Ueno Asami; nello stesso mese ha guidato la sua squadra alla vittoria nella prima edizione della Lega femminile giapponese di Go, ottenendo anche il miglior punteggio personale dell'intera lega. A luglio ha perso la finale della 10ª edizione della Senko Cup contro Ueno Risa.

### Gradi
- 1 dan: aprile 2010
- 2 dan: ottobre 2013
- 3 dan: agosto 2015
- 4 dan: aprile 2018
- 5 dan: aprile 2021
- 6 dan: aprile 2023
- 7 dan: gennaio 2024

## Palmarès
| Nazionali                      | Nazionali                       | Nazionali            |
| Torneo                         | Vittorie                        | Finalista            |
| ------------------------------ | ------------------------------- | -------------------- |
| Coppa SENKO                    | 4 (2017, 2019, 2021, 2024)      | 1 (2025)             |
| Meijin femminile               | 6 (2017–2019, 2021, 2022, 2024) | 2 (2023, 2025)       |
| Coppa Tachiaoi                 | 6 (2014, 2017-2021)             | 3 (2022, 2023, 2025) |
| Hon'inbō femminile             | 8 (2014, 2016, 2018, 2020-2024) | 3 (2015, 2017, 2019) |
| Kisei femminile                |                                 | 1 (2019)             |
| Coppa Wakagoi                  | 1 (2020)                        |                      |
| Coppa Hakata Kamachi           | 1 (2020)                        |                      |
| Coppa Ibero Japan              | 1 (2016)                        |                      |
| Campionato femminile a squadre | 1 (2025)                        |                      |
| Internazionali                 |                                 |                      |
| Torneo                         | Vittorie                        | Finalista            |
| Coppa Wu Qingyuan              |                                 | 1 (2023)             |
| Totale                         | 28                              | 11                   |